# エイムズ・クレーター
座標: 北緯36度15分 西経98度12分 / 北緯36.250度 西経98.200度
エイムズ・クレーター(Ames crater)は、アメリカ合衆国オクラホマ州メジャー郡東部(N 36°15'/W 98°12')にあるクレーターである。
直径約16 kmで、約4億7000万±3000万年前(オルドビス紀)に隕鉄が衝突してできたと推定されている。厚さ約3 kmのオルドビス紀中期以降の堆積物がクレーターの上を覆っているため、地表には露出していない。アナダルコ盆地の北縁に位置し、エイムズの町はクレーターのおよそ中央にあたる。
エイムズ・クレーターは米国に17ヶ所ある石油を産出する隕石衝突クレーターのうちの一つである。1991年に約3 kmの深さに油田が発見され、米国有数の産出量をほこる石油産地となった。クレーターははじめ穿掘調査によって円形構造として認識され、地震調査はこの構造が太古の隕石衝突クレーターであることを支持した。産出する石油と天然ガスは、広範囲に角礫化し、破砕化し、亀裂の入った基盤岩類(カンブリア紀～オルドビス紀のドロマイトなど)の隙間に貯まっている。隕石の衝突で岩が破壊され多くの間隙ができ、石油をトラップする構造を作ったと考えられている。
2007年8月、エイムズ・クレーター博物館(Ames Crater Museum)がオープンした。